# Svenolov Ehrén
Svenolov Ehrén, född  25 oktober 1927 i Stockholm, död 26 januari 2004, var en svensk grafiker, målare, scenograf och illustratör. Ehrén skapade 69 frimärken och omkring 900 bokomslag. Han var gift med Åse Kleveland mellan 1972 och 1982.

## Biografi
Ehrén studerade konst för Otte Sköld 1946-1947, året efter fortsatte han sina konststudier vid Konsthögskolan. Han har medverkat i flera stora utställningar bland annat i Unga tecknare på Nationalmuseum i Stockholm. Ehrén är representerad vid bland annat Kalmar konstmuseum och Örebro läns landsting.

## Teater

### Scenografi
| År   | Produktion                                                           | Upphovsmän                                                                                           | Regi                 | Teater                           | Noter                                                                       |
| ---- | -------------------------------------------------------------------- | --- | -------------------- | -------------------------------- | --------------------------------------------------------------------------- |
| 1960 | Ture Sventon i London                                                | Åke Holmberg                                                                                         | Nils Olsén           | Stockholms skolbarnsteater       |                                                                             |
| 1962 | Den goda människan från Sezuan Der gute Mensch von Sezuan            | Bertolt Brecht                                                                                       | Per Edström          | Pionjärteatern                   |                                                                             |
| 1962 | Perrichons resa Le voyage de M. Perrichon                            | Eugène Labiche                                                                                       | Per Edström          | Riksteatern                      |                                                                             |
| 1962 | Party: Picknick på slagfältet Pique-nique en campagne                | Fernando Arrabal Översättning Evert Lundström                                                        | Jackie Söderman      | Lilla Teatern                    |                                                                             |
| 1962 | Party: De tre hjältarna I tre bravi                                  | Dario Fo Översättning Bertil Bodén                                                                   | Jackie Söderman      | Lilla Teatern                    |                                                                             |
| 1962 | Party: Drömmar i Omsk                                                | Lars Forssell                                                                                        | Jackie Söderman      | Lilla Teatern                    |                                                                             |
| 1964 | Famfam                                                               | Jean-Pierre Ferrier, Ricet Barrier och Bernard Lelou                                                 | Jackie Söderman      | Folkteatern, Göteborg            |                                                                             |
| 1965 | Stienz                                                               | Hans Günter Michelsen Översättning Christian Lund                                                    | Sten Lonnert         | Stockholms stadsteater           |                                                                             |
| 1967 | Människan och hans hustru                                            | Inga Lindsjö                                                                                         | Torsten Sjöholm      | Norrköping-Linköping stadsteater |                                                                             |
| 1968 | Mor Courage och hennes barn Mutter Courage und Ihre Kinder           | Bertolt Brecht Översättning Brita och Johannes Edfelt                                                | Torsten Sjöholm      | Norrköping-Linköping stadsteater | Scenografi och kostym Kostym tillsammans med Age Grefbo och Görel Engstrand |
| 1972 | West Side Story                                                      | Arthur Laurents, Leonard Bernstein och Stephen Sondheim Översättning Urban Torhamn och Gösta Rybrant | John Zacharias       | Norrköping-Linköping stadsteater |                                                                             |
| 1972 | Marta, Marta                                                         | Sara Lidman                                                                                          | Torsten Sjöholm      | Norrköping-Linköping stadsteater | Bakgrundsbilder                                                             |
| 1973 | I blindo Sticks and bones                                            | David Rabe Översättning Sigbritt och Carl-Olof Lång                                                  | Hans Elfvin          | Norrköping-Linköping stadsteater |                                                                             |
| 1973 | Herr Puntila och hans dräng Matti Herr Puntila und sein Knecht Matti | Bertolt Brecht Översättning Alf Henrikson                                                            | Jan Lewin            | Norrköping-Linköping stadsteater |                                                                             |
| 1974 | Som smort                                                            | Johan Bargum och Henrik Otto Donner                                                                  | John Zacharias       | Norrköping-Linköping stadsteater |                                                                             |
| 1975 | Körsbärsträdgården                                                   | Anton Tjechov                                                                                        | Jan Håkanson         | Stockholms stadsteater           |                                                                             |
| 1975 | Predikare-Lena                                                       | Tore Zetterholm                                                                                      | Lars Gerhard Norberg | Norrköping-Linköping stadsteater |                                                                             |
| 1976 | Gin och bitter lemon Absurd Person Singular                          | Alan Ayckbourn Översättning Torsten Ehrenmark                                                        | Torsten Sjöholm      | Norrköping-Linköping stadsteater |                                                                             |

## Priser och utmärkelser
- 1989 – Knut V. Pettersson-stipendiet